# 丁瑩
丁瑩（Ting Ing，1938年8月23日—），祖籍浙江省，香港出生，原名季景鈺。1952年尚在香港聖嘉勒女書院（St. Clare's Girls' School）唸書時，已投考「自由影業公司」（後來的「嶺光公司」），與林翠被譽為「自由影業公司」的「孖寶」。丁瑩演出她的處女作為國語片《馥蘭姐姐》（1954年）；首齣粵語片則是《銀燈照玉人》（1955年）。丁瑩的代表作包括《十大姐》（1960年）、《女人的秘密》（1961年）、《工廠皇后》（1963年）等。1967年製片家黃卓漢在臺灣成立「第一影業機構」，丁瑩亦到臺灣拍攝國語片，1969年演出息影作《人鬼狐》後，丁瑩移居加拿大多倫多。

## 電影作品
- 銀燈照玉人（1955年）... 小蘭
- 日月潭之戀（1956年）... 月眉
- 薔薇處處開（1956年）... 小鳳
- 馬車夫之戀（1956年）... 哈莎
- 馥蘭姐姐（1956年）... 徐馥萍
- 龍女（1957年）... 龍女
- 小野貓（1958年）... 應小玉
- 甘蔗姑娘（1958年）... 林秋香
- 俏冤家（1958年）... 陳玉嬌
- 終身大事（1958年）
- 海王子（1958年）... 黎阿花
- 何處是兒家（1959年）... 陳雁
- 電梯情殺案（1960年）... 老板女文慧儀
- 三女性（1960年）... 梁潔芳
- 十大姐（1960年）... 小野貓李少英
- 黑夜怪談（1961年）... 江靜霞
- 母子淚（1961年）... 陳惠玲
- 武林十三劍（上集）（1961年）... 王雪蓮／佛光
- 歷劫親情（1961年）... 雲玉燕
- 孤雛血淚（1961年）... 沈惠明
- 女人的秘密（1961年）... 崔麗萍
- 武林十三劍（下集）（1961年）... 王雪蓮／佛光
- 火燄山（1962年）... 鐵扇公主
- 離鄉情淚（1962年）... 李玉憐
- 暴雨紅蓮（1962年）... 顏潔蓮
- 神秘的兇手？（1962年）... 戴慧敏
- 夫妻的秘密（1962年） ... 李玉蘭
- 金夫人（1963年）... 唐燕芬
- 都市兩女性（1963年）... 鄧秀文
- 少女懷春（1963年）... 金翠玉
- 第一號女賊（1963年）... 白小燕
- 卿何薄命（1963年）... 李翠玉
- 一屍五命案（1963年）... 殷志蘭
- 香海情潮（1963年）... 李艷鴻
- 摩登女郎（1963年）... 李綺華
- 工廠皇后（1963年）... 楊惠芳[2]
- 大丈夫日記（1964年）... 許雪心
- 流浪小天使（1964年）... 徐淑娟
- 小夫妻（1964年）... 歐淑敏
- 冷燕飄零（1964年）... 陳玉燕
- 學生王子（1964年）... 黎紫荆
- 佳兒佳婦（1964年）... 范瑞華
- 女間諜第一號（1965年）... 林雪芳
- 點心皇后（1965年）... 梁翠珍
- 張愛蘭巧破黑手黨（1965年）... 張愛蘭
- 情天劫（1965年）... 何曼玲／黄潔芳
- 追兇記（1965年）... 梅少英
- 巫山夢斷相思淚（1965年）... 李绮雲／程麗珠
- 女賊金蝴蝶（1965年）... 莊静嫻
- 閨房趣史（1965年）... 淑敏
- 白頭情侶（1966年）... 梅海玲
- 神秘夫人（1966年）... 沈潔冰
- 深閨夢裡人（1966年）... 林潔貞
- 四姊妹（1966年）... 丁玉珊
- 小康之家（1966年）... 陳美鳳
- 阿珍要嫁人（1966年）... 李秀珍
- 難為了嬌妻（1966年）... 孟翠珍
- 巴士奇遇結良緣（1966年）... 王惠玲
- 樓上樓下兩相親（1966年）... 阿嬌
- 真假金蝴蝶（1966年）... 金蝴蝶莊静嫻
- 千手奇女子（1966年）... 林夢娜
- 神勇坦克隊（1967年）... 林秀娘
- 多少柔情多少淚（1967年）... 趙小芸
- 長相憶（1967年）... 鄭淑華
- 工廠三小姐（1967年）... 任劍英
- 國際女間諜（1967年）... 瑪利
- 大劍客（1968年）... 梅姑
- 胭脂虎（1968年）... 秦鳳瑶／曹湘琴
- 大瘋俠（1968年）... 范白蓮
- 無情刀（1968年）... 水琴心
- 謎一樣的愛情（台：毋忘我）（1968年）... 孫秀蘭
- 狂俠（1968年）... 夏珮
- 人鬼狐（1969年）... 燕兒
- 女飛俠（1969年）... 秦鳳瑤
- 十三妹（1969年）... 十三妹何玉鳳

## 外部連結
- 丁莹与粤剧红伶结缘（页面存档备份，存于）
- 香港電影資料館：丁瑩(季景鈺)參演電影的記錄[永久]
- 丁瑩在互联网电影资料库（IMDb）上的資料（英文）（英文）
- 在AllMovie上丁瑩的頁面（英文）
- 丁瑩在香港影庫上的簡介
- 丁瑩在豆瓣上的资料（简体中文）
- 丁瑩在时光网上的簡介（简体中文）
- YouTube上的丁瑩(季景鈺)的演出片斷侵犯版權?
- YouTube上的麗的呼聲銀色電臺《戲劇生涯》節目訪問丁瑩(季景鈺)的第一段片斷
- YouTube上的麗的呼聲銀色電臺《戲劇生涯》節目訪問丁瑩(季景鈺)的第二段片斷